# Vásárvárosok kupája
A vásárvárosok kupája (angolul: Inter-Cities Fairs Cup) egy európai labdarúgó-kupasorozat volt 1955-től 1971-ig.
A kupát a Fairs Cup Bizottság szervezte, amelyet a FIFA magas rangú tisztviselői irányítottak. Ilyen személyek támogatásával 1971-ig nem volt szükség a nemzetközi irányító testületek jóváhagyására, amikor azonban néhány év tárgyalás után az UEFA égisze alá került. Az új tulajdonjoggal új név (UEFA-kupa), új trófea és új szabályozás jött létre.
A vásárvárosok kupáját nem az UEFA szervezte, de az UEFA-kupa elődjeként ismerik el. Az UEFA nem tartja nyilván a klubok vásárvárosok kupáján elért eredményeit. Ugyanakkor a FIFA nagy tornának tekinti.
Bár a BEK-et hozták létre előbb, ott avatták az első bajnokot, az első nemzetközi kupamérkőzést az Európa Liga jogelődjében, a Vásárvárosok Kupájában vívták, 1955. június 4-én. Azon a mérkőzésen még nem klubcsapatok, hanem (vásár)városok csapatai mérkőztek, a településen található egyletek legjobb játékosaiból verbuvált formációkban. A premiert London és Bázel együttesének összecsapása jelentette a svájci városban található St. Jakob Stadionban (St. Jakob-Park), 12 500 néző előtt.
A London XI fedőnevű együttesben ott volt a torna első gólját szerző, dél-afrikai Eddie Firmani (Charlton) és az első mesterhármast jegyző Cliff Holton (Arsenal). A meccset a londoniak nyerték meg 5:0-ra, igaz, a három évvel később (!) lebonyolított döntőben már ők is fejet hajtottak az FC Barcelona előtt.

## Döntők
| Szezon            | Hazai csapat                                                         | Eredmény | Vendég csapat          | Stadion                                 |
| ----------------- | -------------------------------------------------------------------- | -------- | ---------------------- | --------------------------------------- |
| 1971 Részletek    | FC Barcelona (ESP)                                                   | 2 – 1    | Leeds United (ENG)     | Camp Nou, Barcelona                     |
| 1971 Részletek    | Egy játszott mérkőzés                                                |          |                        | Camp Nou, Barcelona                     |
| 1970/71 Részletek | Juventus (ITA)                                                       | 2 – 2    | Leeds United (ENG)     | Stadio Comunale, Torino                 |
| 1970/71 Részletek | Leeds United (ENG)                                                   | 1 – 1    | Juventus (ITA)         | Elland Road, Leeds                      |
| 1970/71 Részletek | Összesítésben: 3-3 a Leeds United győzött az idegenben lőtt gólokkal |          |                        |                                         |
| 1969/70 Részletek | Anderlecht (BEL)                                                     | 3 – 1    | Arsenal (ENG)          | Constant Vanden Stock Stadion, Brüsszel |
| 1969/70 Részletek | Arsenal (ENG)                                                        | 3 – 0    | Anderlecht (BEL)       | Arsenal Stadion, London                 |
| 1969/70 Részletek | a Arsenal győzött 4-3-as összesítéssel                               |          |                        |                                         |
| 1968/69 Részletek | Newcastle United (ENG)                                               | 3 – 0    | Újpesti Dózsa (HUN)    | St James’ Park, Newcastle               |
| 1968/69 Részletek | Újpesti Dózsa (HUN)                                                  | 2 – 3    | Newcastle United (ENG) | Megyeri úti Stadion, Budapest           |
| 1968/69 Részletek | a Newcastle United győzött 6-2-es összesítéssel                      |          |                        |                                         |
| 1967/68 Részletek | Leeds United (ENG)                                                   | 1 – 0    | Ferencvárosi TC (HUN)  | Elland Road, Leeds                      |
| 1967/68 Részletek | Ferencvárosi TC (HUN)                                                | 0 – 0    | Leeds United (ENG)     | Népstadion, Budapest                    |
| 1967/68 Részletek | a Leeds United győzött 1-0-s összesítéssel                           |          |                        |                                         |
| 1966/67 Részletek | Dinamo Zagreb (YUG)                                                  | 2 – 0    | Leeds United (ENG)     | Maksimir Stadion, Zágráb                |
| 1966/67 Részletek | Leeds United (ENG)                                                   | 0 – 0    | Dinamo Zagreb (YUG)    | Elland Road, Leeds                      |
| 1966/67 Részletek | a Dinamo Zagreb győzött 2-0-s összesítéssel                          |          |                        |                                         |
| 1965/66 Részletek | FC Barcelona (ESP)                                                   | 0 – 1    | Real Zaragoza (ESP)    | Camp Nou, Barcelona                     |
| 1965/66 Részletek | Real Zaragoza (ESP)                                                  | 2 – 4 hu | FC Barcelona (ESP)     | La Romareda, Zaragoza                   |
| 1965/66 Részletek | az FC Barcelona győzött 4-3-as összesítéssel                         |          |                        |                                         |
| 1964/65 Részletek | Juventus (ITA)                                                       | 0 – 1    | Ferencvárosi TC (HUN)  | Stadio Comunale, Torino                 |
| 1964/65 Részletek | Egy játszott mérkőzés                                                |          |                        | Stadio Comunale, Torino                 |
| 1963/64 Részletek | Real Zaragoza (ESP)                                                  | 2 – 1    | Valencia CF (ESP)      | Camp Nou, Barcelona                     |
| 1963/64 Részletek | Egy játszott mérkőzés                                                |          |                        | Camp Nou, Barcelona                     |
| 1962/63 Részletek | Dinamo Zagreb (YUG)                                                  | 1 – 2    | Valencia CF (ESP)      | Maksimir Stadion, Zágráb                |
| 1962/63 Részletek | Valencia CF (ESP)                                                    | 2 – 0    | Dinamo Zagreb (YUG)    | Luis Casanova stadion, Valencia         |
| 1962/63 Részletek | a Valencia CF győzött 4-1-es összesítéssel                           |          |                        |                                         |
| 1961/62 Részletek | Valencia CF (ESP)                                                    | 6 – 2    | FC Barcelona (ESP)     | Luis Casanova Stadion, Valencia         |
| 1961/62 Részletek | FC Barcelona (ESP)                                                   | 1 – 1    | Valencia CF (ESP)      | Camp Nou, Barcelona                     |
| 1961/62 Részletek | a Valencia CF győzött 7-3-as összesítéssel                           |          |                        |                                         |
| 1960/61 Részletek | Birmingham City (ENG)                                                | 2 – 2    | AS Roma (ITA)          | St Andrews, Birmingham                  |
| 1960/61 Részletek | AS Roma (ITA)                                                        | 2 – 0    | Birmingham City (ENG)  | Stadio Olimpico, Róma                   |
| 1960/61 Részletek | az AS Roma győzött 4-2-es összesítéssel                              |          |                        |                                         |
| 1958/60 Részletek | Birmingham City (ENG)                                                | 0 – 0    | FC Barcelona (ESP)     | St Andrews, Birmingham                  |
| 1958/60 Részletek | FC Barcelona (ESP)                                                   | 4 – 1    | Birmingham City (ENG)  | Camp Nou, Barcelona                     |
| 1958/60 Részletek | az FC Barcelona győzött 4-1-es összesítéssel                         |          |                        |                                         |
| 1955/58 Részletek | London XI (ENG)                                                      | 2 – 2    | FC Barcelona (ESP)     | Stamford Bridge, London                 |
| 1955/58 Részletek | FC Barcelona (ESP)                                                   | 6 – 0    | London XI (ENG)        | Camp Nou, Barcelona                     |
| 1955/58 Részletek | az FC Barcelona győzött 8-2-es összesítéssel                         |          |                        |                                         |

hu – hosszabbítás után